# Georgia Gould (femme politique)
Georgia Anne Rebuck Gould, née le 18 mai 1986 à Londres, est une femme politique britannique, membre du Parti travailliste (Labour).
Elle est députée de Queen's Park et de Maida Vale depuis les élections générales de 2024. Après l'élection, elle est nommée secrétaire parlementaire du Bureau du Cabinet.
Gould est cheffe du Conseil de Camden de 2017 à 2024. Conseillère de 2010 à 2024, elle préside l'association London Councils de 2020 à 2024.

## Jeunesse
Gould est née à l'hôpital St Mary de Paddington, à l'ouest de Londres, en 1986,. Elle est la fille de Philip Gould, baron Gould de Brookwood, conseiller du parti travailliste particulièrement associé à l'ancien premier ministre Tony Blair et à son projet New Labour. Sa mère Gail Rebuck, est présidente de Penguin Random House UK et pair travailliste. En raison de ses antécédents, Gould est qualifiée de « princesse rouge » par les médias. Par sa mère, elle est juive et membre du Mouvement ouvrier juif,,.
Elle grandit à Kentish Town, au nord-ouest de Londres. Gould et sa sœur cadette, Grace, fréquentent une école secondaire polyvalente locale, Camden School for Girls,. Elle indique avoir grandi dans un « foyer tribal travailliste » ; les vacances sont passées avec Alastair Campbell et son épouse Fiona Millar, Tessa Jowell et la famille de Tony Blair.
Avant d'entrer à l'université, Gould passe un an comme permanente à temps plein du Parti travailliste. Elle étudie ensuite l'histoire et la politique au St Catherine's College d'Oxford. À Oxford, elle succède au fils de Blair, Nicky, un ami d'enfance, en tant que secrétaire du Club travailliste de l'Université d'Oxford. Gould est titulaire d'une maîtrise en science politique de la London School of Economics,.

## Carrière

### Conseil de Camden
Avant de devenir élue, Gould travaille pour la Tony Blair Faith Foundation en tant que responsable numérique,. Politiquement, elle est décrite comme une centriste. Elle est sélectionnée comme candidate travailliste pour Kentish Town au Camden London Borough Council en 2009 et, à 24 ans, elle devient conseillère travailliste aux élections de 2010. Les trois sièges du quartier sont remportés par les travaillistes face aux libéraux-démocrates,,. Gould devient cheffe du Conseil de Camden en mai 2017. À la suite de changements de limites, elle représente Kentish Town South depuis 2022.

### Députée
En avril 2012, Gould échoue à être candidate parlementaire du Labour pour Erith et Thamesmead, un siège sûr pour le parti, Teresa Pearce étant sélectionnée à la place.
En mai 2024, avant les élections générales du 4 juillet, Gould est choisie comme candidate parlementaire travailliste pour Queen's Park et Maida Vale, une circonscription nouvellement créée qui borde son arrondissement de Camden. Elle remporte le siège avec 52,5 % des suffrages exprimés et une majorité de 14 913 voix (38,9 %) sur son plus proche rival.
Après son élection au Parlement, Gould est nommée secrétaire parlementaire du Bureau du Cabinet.

## Vie privée
Gould est un membre active de la West London Synagogue, une synagogue réformée. Elle épouse Alex Zatman, un fonctionnaire, à la synagogue en septembre 2021, lors d'un service dirigé par la rabbin Julia Neuberger. Elle prend un congé de maternité après avoir quitté sa fonction publique à l'automne 2023.
Dans la liste des honneurs de l'anniversaire du roi 2024, elle est nommée Officier de l'Ordre de l'Empire britannique, pour services rendus au gouvernement local.